# Ariel Askénazi
Vous pouvez aider à l'améliorer ou bien discuter des problèmes sur sa page de discussion.
- Il ne cite pas suffisamment ses sources. Vous pouvez indiquer les passages à sourcer avec {{référence nécessaire}} ou {{Référence souhaitée}}, et inclure les références utiles en les liant aux notes de bas de page. (Marqué depuis avril 2024)
- Certaines informations devraient être mieux reliées aux sources mentionnées dans la bibliographie ou les liens externes. Améliorez sa vérifiabilité en les associant par des références. (Marqué depuis avril 2024)

- Archive Wikiwix
- Bing
- Cairn
- DuckDuckGo
- E. Universalis
- Gallica
- Google
- G. Books
- G. News
- G. Scholar
- Persée
- Qwant
- (zh) Baidu
- (ru) Yandex
- (wd) trouver des œuvres sur Wikidata

Ariel Léon Askénazi est un réalisateur et producteur français né à Alger (Algérie).
Il est le dirigeant de l'entreprise Mascaret Films. 

## Filmographie
- 2000 : La Mécanique des femmes de Jérôme de Missolz (producteur)
- 2003 : La Petite Prairie aux bouleaux de Marceline Loridan-Ivens (producteur)
- 2006 : Le Procès de Bobigny téléfilm de François Luciani (producteur)
- 2008 : Miroir, mon beau miroir de Serge Meynard (producteur)
- 2008 : Les Enfants d'Orion de Philippe Venault (producteur)
- 2009 : La Journée de la jupe de Jean-Paul Lilienfeld (producteur)
- 2012 : Le Sang des artoux (producteur délégué)
- 2012 : Antigone 34 de Louis-Pascal Couvelaire (producteur)
- 2012 : Un crime oublié de Patrick Volson (producteur)
- 2013 : Dos au mur (série télévisée) (producteur)
- 2013 : Un si joli mensonge (producteur)
- 2015 : Les Fusillés (producteur)
- 2016 : En immersion (série télévisée) (producteur)
- 2017 : Guyane (série télévisée) (producteur)